# Kurd (Tolna)
Kurd est un village et une commune du comitat de Tolna en Hongrie.